# Villagalijo
Villagalijo es una localidad y un municipio español, en la provincia de Burgos, comunidad autónoma de Castilla y León, partido judicial de Briviesca, comarca de Montes de Oca. Cuenta con una población de 52 habitantes (INE 2024) y una densidad de 2,36 hab/km².

## Geografía
Tiene un área de 22,07 km².

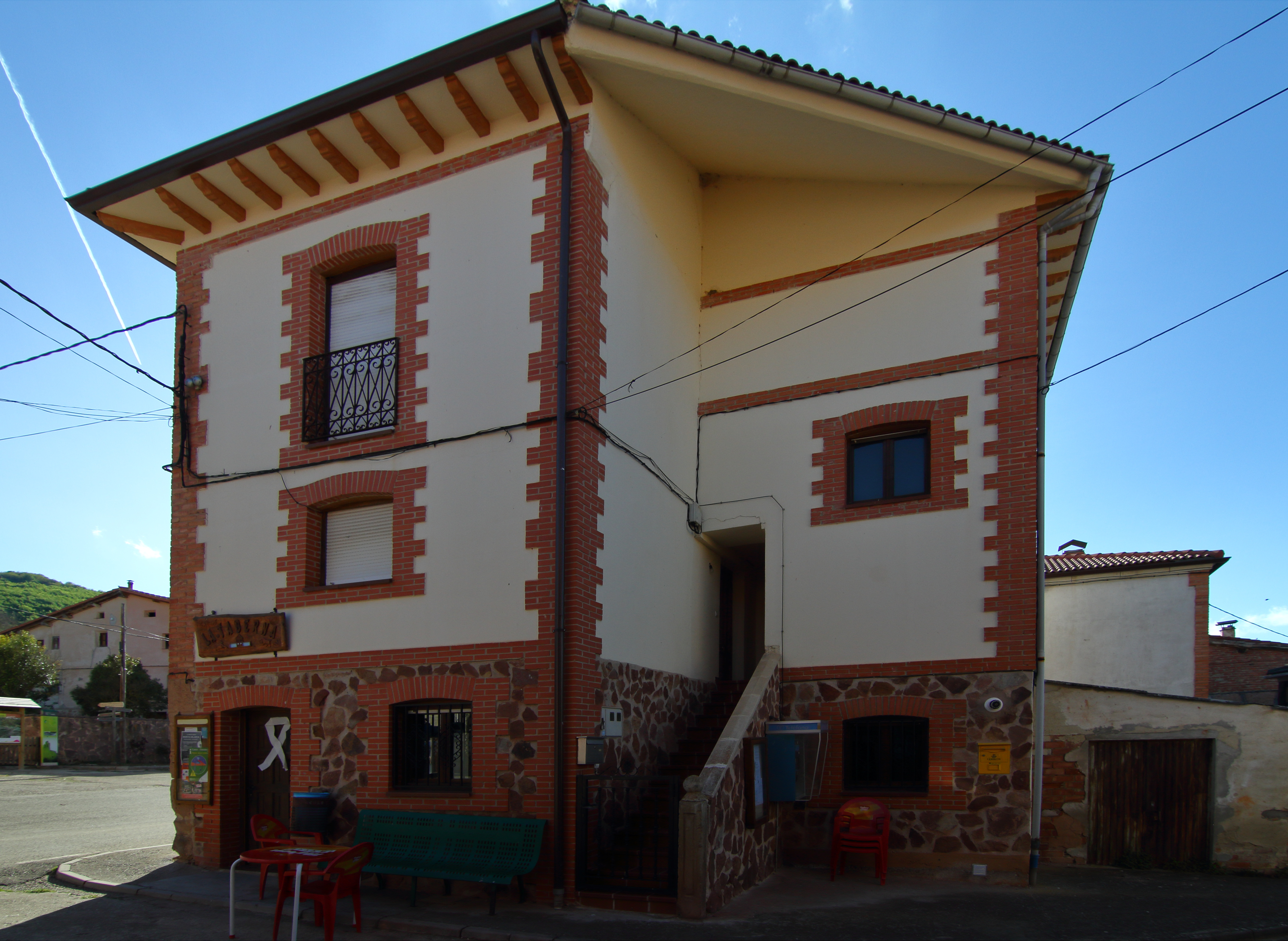
Casa consistorial

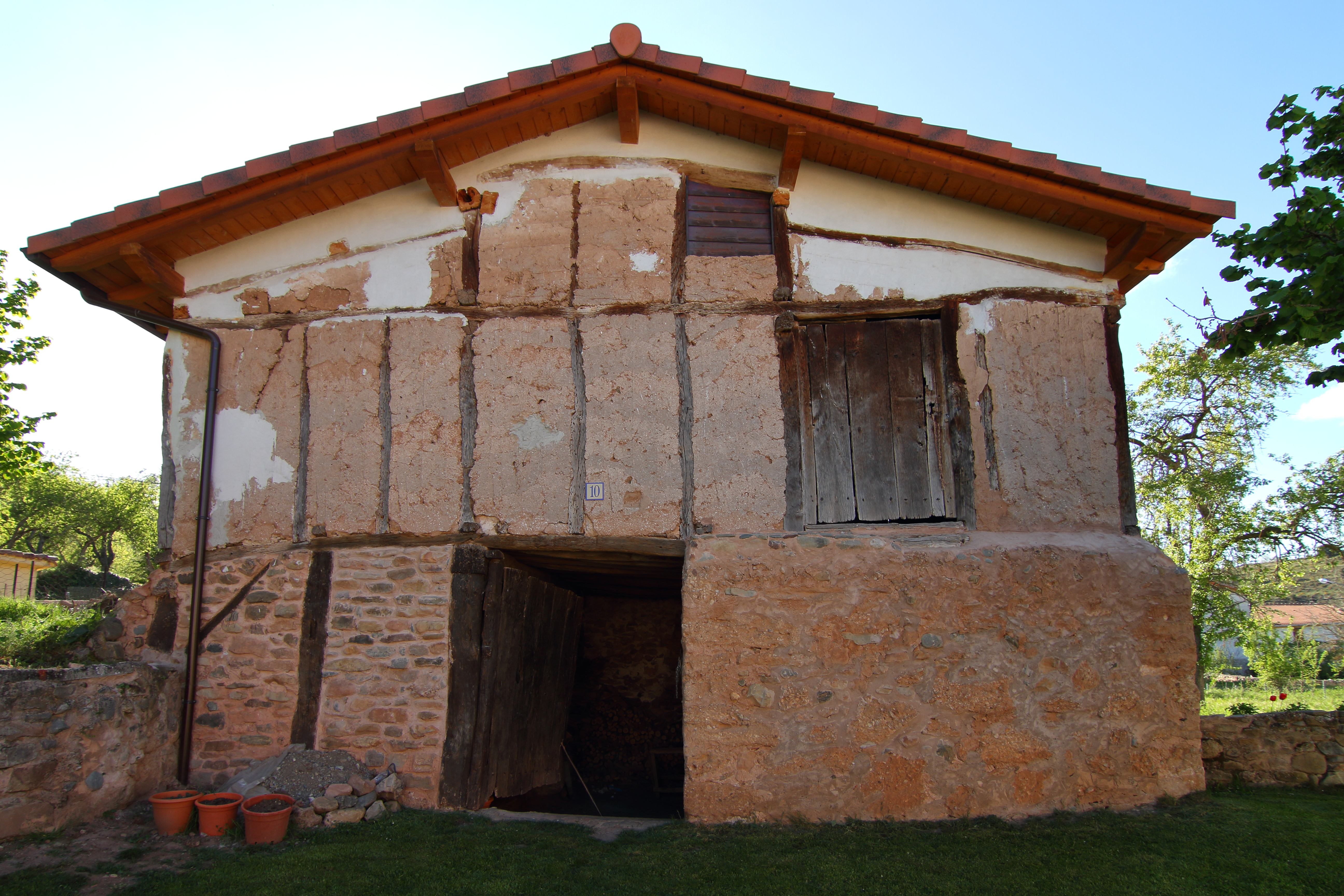
Arquitectura tradicional

Municipio al que pertenecen dos Entidades Locales Menores: Santa Olalla del Valle y Ezquerra.

## Historia
A la caída del Antiguo Régimen queda constituida como ayuntamiento constitucional del mismo nombre en el partido de Belorado, región de Castilla la Vieja, contaba entonces con 78 habitantes.

## Demografía
Villagalijo cuenta con una población de 52 habitantes (INE 2024).
| Gráfica de evolución demográfica de Villagalijo entre 1842 y 2021 |
| |
| Población de derecho según los censos de población del INE. Población de hecho según los censos de población del INE.Entre el censo de 1857 y el anterior, crece el término del municipio porque incorpora a Ezquerra y Santa Olalla del Valle. |

| 1991 |  | 1996 |  | 2001 |  | 2004 |  | 2007 |
| ---- |  | ---- |  | ---- |  | ---- |  | ---- |
| 54   |  | 82   |  | 64   |  | 80   |  | 79   |

## Parroquia
Iglesia católica de la Asunción de Nuestra Señora, dependiente de la parroquia de Fresneda de la Sierra Tirón en el arciprestazgo de Oca-Tirón, diócesis de Burgos, el párroco reside en Pradoluengo.